# 利维尼奥
利维尼奥（義大利語：Livigno），是意大利松德里奥省的一个市镇。总面积211平方公里，人口5909人，人口密度28.0人/平方公里（2009年）。国家统计（ISTAT）代码为014037。